# Syngrapha microgamma
Syngrapha microgamma is een vlinder uit de familie uilen (Noctuidae). De wetenschappelijke naam is voor het eerst geldig gepubliceerd in 1823 door Hübner.
De soort komt voor in Europa.